# 高甲劇
高甲劇（こうこうげき）は閩南語を使用して表現する福建地方泉州市の演劇の一つである。主に福建、台湾及び東南アジアにおける福建閩南系華人居住区で上演されている。別称はに戈甲劇、九角劇、九甲劇。
高甲劇の成立は清代中期まで遡ることができるが、その由来は複雑であり、大部分は木偶劇、梨園劇、徽劇、弋陽腔、京劇などを吸収・発展させ成立したと考えられている。高甲劇は百種類を超える演目を有しており、比較的新しい時代に登場した演目としては『連昇三級』、『真假王岫』、『大鬧花府』、『笋江波』、『許仙謝医』等が知られている。
高甲劇で使用される楽曲は南曲が主体となり、木偶調及び民間小調が加味された閩南地方の特色を備えたものとなっている。楽曲は文楽と武楽に区分され、文楽は嗩吶をメインに品簫、洞簫、三弦、二弦が用いられ、後代に琵琶、揚琴、二胡、中胡、小提琴、大提琴が加わった。武楽は百鼓、小鼓、通鼓、鐸板、大小銅鑼、大小鏺が用いられている。
高甲劇はその他の演劇と同様に、丑角による演出が主体となりリズミカルで力強い表現は地方色とロマン主義を帯びた内容が特徴となっている。

## 主な役者
- 柯賢渓
- 許仰川
- 施純送